# Díszeslevelű csillagvirág
A díszeslevelű csillagvirág (Ledebouria socialis) az egyszikűek (Liliopsida) osztályának a spárgavirágúak (Asparagales) rendjébe, ezen belül a spárgafélék (Asparagaceae) családjába tartozó faj.

## További információk

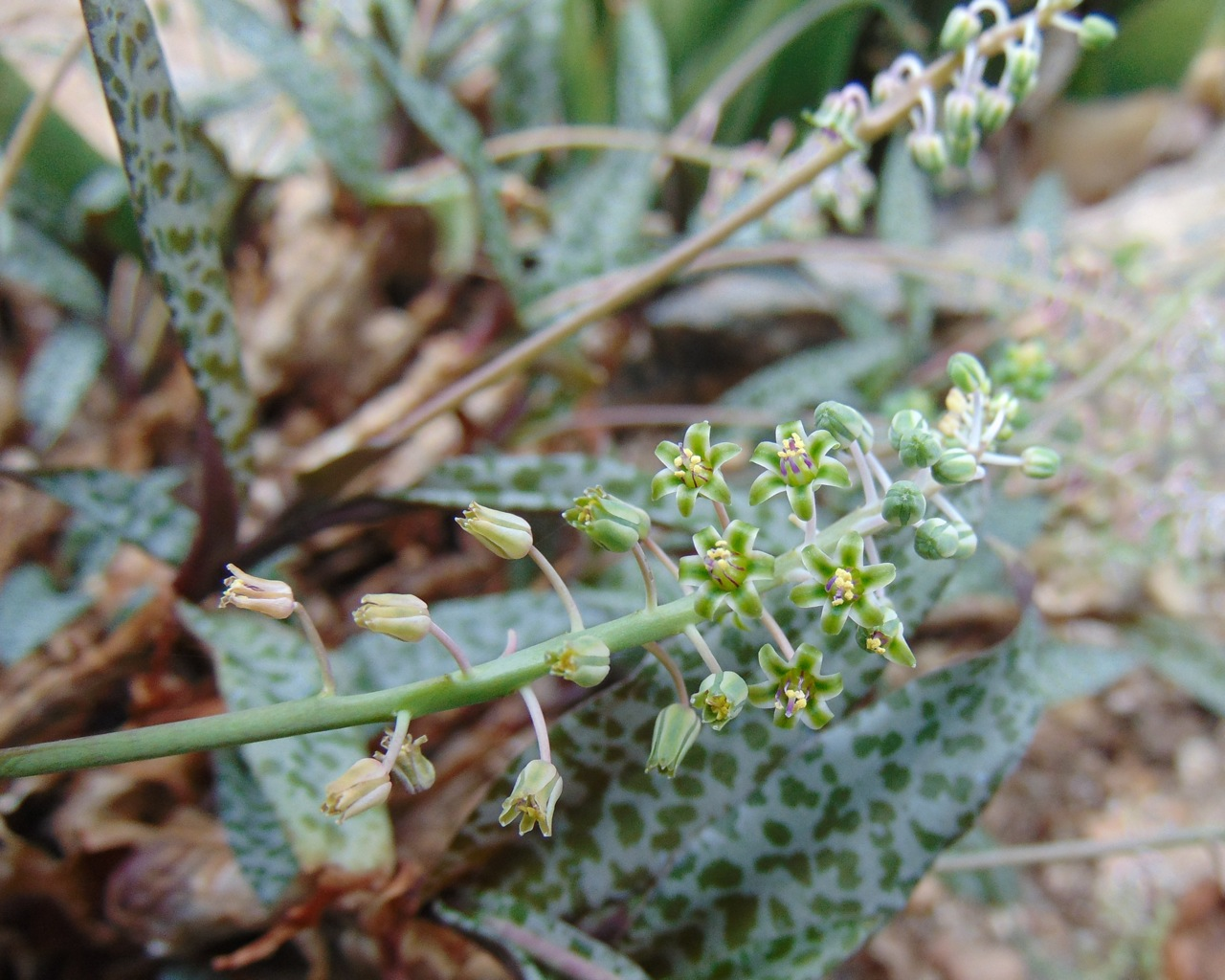
Virágai

## Neve
A növényt, legelőször 1870-ben, John Gilbert Baker angol botanikus írta le, azonban Scilla socialis néven. 1970-ben John Peter Jessop átrendezte a csillagvirágok (Scilla) nemzetségét, és néhányukat áthelyezett a Ledebouria nevű nemzetségbe, köztük a díszeslevelű csillagvirágot is.

## Előfordulása
Ennek a növénynek az eredeti hazája a Dél-afrikai Köztársasághoz tartozó Kelet-Fokföld. Manapság számos helyen dísznövényként termesztik. Nem igényel nagyobb gondoskodást.

## Megjelenése
A díszeslevelű csillagvirág egy hagymás, évelő növény. A levelei hosszúkásan lándzsásak és mintásak - főleg a termesztett változatoké.

## Fordítás
- Ez a szócikk részben vagy egészben  a   Ledebouria socialis című angol Wikipédia-szócikk ezen változatának fordításán alapul.  Az eredeti cikk szerkesztőit annak laptörténete sorolja fel. Ez a jelzés csupán a megfogalmazás eredetét és a szerzői jogokat jelzi, nem szolgál a cikkben szereplő információk forrásmegjelöléseként.